# Goldschmidtpark
Der Goldschmidtpark (ehemals Bonnepark) ist eine Parkanlage im Hamburger Stadtteil Bahrenfeld.

## Geschichte
Der Park wurde 1895 unter dem Namen Bonnepark eröffnet. Er wurde von Carl Friedrich Gayen geplant. Es befand sich dort ein Saalbau. Zur Zeit des Nationalsozialismus wurde das Haus zu Wohnungen umgebaut. Dieses Haus wurde jedoch aufgrund des Baus der Bundesautobahn 7 im Jahr 1972 abgerissen. Der Autobahnbau teilte den Park in zwei Teile, der westliche Teil ist heute der Park Bahrenfelder See.
1975 wurde nahe der Parkanlage ein Bauspielplatz eröffnet.
Im Jahr 2020 wurde der Park von Bonnepark in Goldschmidtpark umbenannt. Der Grund dafür war, dass Georg Bonne Nationalsozialist war. Heutzutage ist der Park nach Käthe Starke-Goldschmidt benannt.

## Verkehrsanbindung
In der Nähe des Park liegen die Bundesautobahn 7 sowie die Bundesstraße 431. Außerdem besteht dort eine ÖPNV-Anbindung mit den Hamburger Buslinien 1, 2 und 602, von denen die Linie 602 nur werktags nachts verkehrt.